# オキシライド乾電池

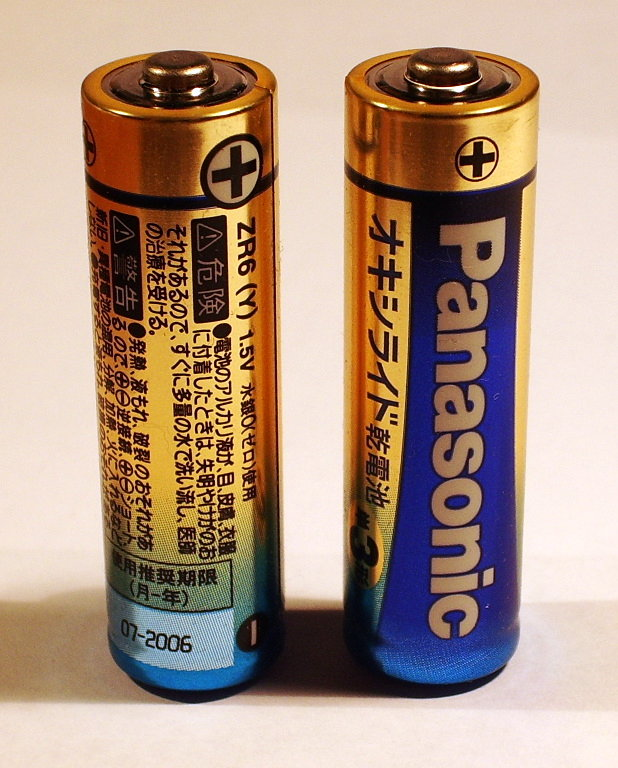
オキシライド乾電池（単三）

オキシライド乾電池（オキシライドかんでんち）は、松下電器産業（現：パナソニック）が2004年4月1日に発売したニッケル系乾電池である。「オキシライド乾電池」の商標は同社が登録している（4769071号）。
発売当初は1964年発売のアルカリマンガン乾電池（通称アルカリ乾電池）以来40年ぶりの乾電池の新種として宣伝された。ただし実際には、2002年頃から各社リリースしていたニッケル系一次電池のニューモデルである。
すでに販売終了している。

## 概要
従来のニッケル系一次電池よりも低電圧時の特性を改善している。「オキシライド」の名は、正極の原材料であるオキシ水酸化ニッケル（OXY Nickel HydRoxIDE）から取った造語である。
品番はZR6。2004年4月1日に単3形電池 (ZR6XJ)、2005年4月20日には単4形電池 (ZR03XJ) も発売された。

## 電圧
- 公称電圧: 1.5V
- 初期電圧: 1.7V
- 終止電圧: 約1V

## 特徴
基本的にはニッケル系一次電池である。
松下電器産業（当時）が行ったデジタルカメラでの撮影可能枚数測定実験では、アルカリ乾電池の約2.2倍の画像を撮影することができた。ただし、時計・リモコンなど消費電流の少ない機器に使うと、アルカリ乾電池よりも寿命が短くなる。また、これらのように低消費電流で長期間使用する機器で使用した場合に起こす事がある液漏れは、アルカリ乾電池ほどの大量の液漏れにはならず少量である。
初期電圧は1.7Vと、通常の乾電池の1.6Vよりも高い。通常、設計電圧より高い電圧を加えると、機器内部の電子回路や回路部品への負担が大きくなり発熱や寿命が短くなる等の影響が生じるため、使用できない機器がある。特に懐中電灯などの白熱電球を使用する機器では電球の発熱が大きくなり、フィラメント寿命も短くなる可能性が高い。そのため、製造元である松下電器産業は、これらの機器には使用しないよう呼びかけている。
また、放電容量内における電圧降下が、アルカリ乾電池に比べて極めて緩やかである事も本品の特徴である。つまり、終止電圧まで電圧が安定しているという事であり、寿命ぎりぎりまで使い切ることが可能で、この点を含めて「長寿命」を謳っていた。この特徴は、従来のアルカリ乾電池から改善された点であるとともに、実用上、逆に仇ともなった側面もある。例えば、主用途とされていたデジタルカメラには多くの場合、電池電圧とその降下度合を主なパラメータとして、アルカリ乾電池の特性と比較して判定して電池残容量目安を表示する機能が搭載されている。オキシライド乾電池では電池残量がほぼ底を突いていても電圧が高いため、残量が少なくても「満容量」と判定して表示し、突然使用不能に陥るという機種もあった。
ミニ四駆の公式大会のレギュレーションではオキシライド乾電池の使用を禁止している。

## キャンペーン
松下電器産業では、オキシライド乾電池のパワーを宣伝するデモンストレーションを行っており、その様子はテレビCMでも流されることもあった。その中には乾電池2本で車を動かしたり、乾電池だけで人を乗せた飛行機を飛ばしたりと、今までの乾電池ではできなかったことを成功させたものがあった。

### オキシライド・スピード・チャレンジ
大阪産業大学と合同で行った、オキシライド乾電池を動力源とする自動車走行での最高速度に挑戦するプロジェクト。
2007年8月4日に茨城県にある日本自動車研究所 (JARI) でギネス記録への挑戦が行われ、平均時速105.95キロメートルを記録し、「乾電池を動力とする世界最速の車」としてギネス世界記録に認定された。認定は、風と勾配の影響を相殺するために同一区間の往復が条件で、往路平均時速109.22キロメートル、復路平均時速102.68キロメートル、最高時速122キロメートルだった。
使用した電池は単三型192本。

### オキシライド有人飛行プロジェクト
東京工業大学と合同で行った、オキシライド乾電池を使用して有人飛行機「東工大式オキシフライヤー」を飛ばすプロジェクト。
2006年7月16日に埼玉県のホンダエアポート（桶川飛行場）でオキシライド乾電池160本を使用し、391.4メートル・59秒間の有人飛行に成功した。
この模様は、2007年1月によみうりテレビ・日本テレビ他で特番で放映された。
このほか、初動に人の手を借りることによる飛行で乾電池96本での飛行にも成功している。制作は東京工業大学および東京工業大学サークルの「Meister（マイスター）」人力飛行機部門と松下電器産業により行われた。
オキシフライヤーの諸元
- 全幅：31.0 m
- 全長：9.365 m
- 主翼断面積：32.21 m2
- 主翼アスペクト比：29.83555
- 機体重量：50 kg
- パイロット重量：53 kg
- 巡航速度：7.4 m/s
- 推力：33.3 N
- プロペラ直径：3.2 m

## 生産終了
2008年4月26日、松下電器産業はアルカリ乾電池の新製品「EVOLTA」を発売した。EVOLTAはオキシライド乾電池よりも高性能とされ、また初期電圧は1.6Vなので初期電圧の高さから使える機器が限られる問題もなくなった。乾電池の上位製品としてEVOLTAが位置付けられ、オキシライド乾電池の生産は縮小した。
オキシライド乾電池が主なターゲットとしていた消費電力の多いデジタルカメラも、多くが専用のリチウムイオン充電池へ移行した。そのため、そういった面でも本製品の出番は減少した。
その後、多数パック品は同年に生産終了となり、EVOLTAと併売されていた4本パックと2本パックも2009年に生産、販売が終了となった。